# Копропраксия
Копропраксия (от греч. κόπρος «фекалии» + πράξις «акт, действие») — это неврологическо-психиатрический симптом, выражающийся в невольном совершении неприличных или запретных жестов (высовывание языка, имитирующие мастурбацию телодвижения, показывание среднего пальца), что шокирует окружающих и потому весьма тревожит и смущает тех, кто страдает этим расстройством, и их близких. Копропраксия является редкой разновидностью синдрома Туретта. Это непроизвольный, моторный тик конечностей. Стресс может усиливать данный симптом.
Близкий термин «копролалия» обозначает невольное произнесение неприличных слов.